# Marit Ruth
Marit Karolina Sundin, född Ruth 19 oktober 1973 i Olshyttan i Hedemora kommun, är en svensk före detta utförsåkare i sitski. Som treåring blev Sundin påkörd av en lastbil när hon gick över vägen i byn där hon bodde. Bägge hennes ben blev krossade och fick därför amputeras. Sitt genombrott fick hon 1986 i VM i Sälen och i det efterföljande världsmästerskapet 1990 i Winter Park i Colorado, USA, lyckades hon ta guld i samtliga fem utförsgrenar.
Sundin är idag bosatt i Täby. Hon har även synts i TV-programmet Vinnarskallar på TV4.

## Paralympics i Tignes 1992
I Paralympiska vinterspelen 1992 tog hon guld i storslalom på tiden 2:36.78. Hon ställde inte upp i slalom och störtlopp och kom inte till start i super-G.
Efter denna tävling lade hon skidorna på hyllan.

## Marit Ruths VM-fond
En fond i Ruths namn, Marit Ruths VM-fond, instiftades i samband med VM-vinsterna 1990 och ger stipendier till personer i Hedemora kommun som verkar för handikappidrotten. Fonden fylldes på med medel från Arun Sondhis VM-guld i bänkpress samma år.